# Béla Szende

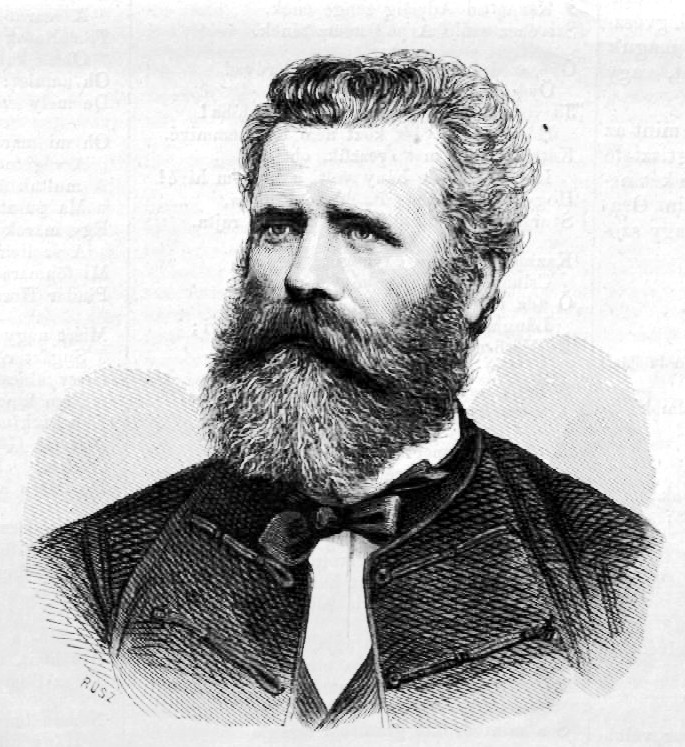
Béla Szende

Béla Szende de Keresztes (Lugos, 4 mei 1823 - Gavosdia, 18 augustus 1882), geboren als Béla Frummer, was een Hongaars politicus die defensieminister was van 1872 tot aan zijn dood.
Hij behaalde zijn rechtendiploma aan de Universiteit van Pest. Hij nam als kapitein deel aan de Hongaarse Revolutie van 1848. Nadat de revolutie in de kiem werd gesmoor, legde Szende zich toe  op het beheer van zijn landgoed in Gavosdia.
In 1860 werd hij ondergespan van het comitaat Krassó en van 1865 tot 1868 was hij lid van het Hongaarse Huis van Afgevaardigden. Hij was lid van de Liberale Partije. Na de Oostenrijks-Hongaarse Ausgleich (1867) werd hij oppergespan van het comitaat Arad. Vervolgens werkte hij als adviseur voor het ministerie van Defensie. In 1872 stelde premier József Szlávy hem aan tot minister van Defensie, een functie die hij uitoefende in de regeringen-Szlávy, -Bittó, -Wenckheim en -Tisza. Hij overleed in functie op zijn landgoed in Gavosdia.